# الف مینزل
الف مینزل (انگلیسی: Alf Mintzel؛ زادهٔ ۲۱ دسامبر ۱۹۸۱) بازیکن فوتبال اهل آلمان است.
از باشگاه‌هایی که در آن بازی کرده‌است می‌توان به باشگاه فوتبال اس‌وی زاندهاوزن، باشگاه فوتبال گروتر فورث، باشگاه فوتبال کیکرز اوفنباخ، و باشگاه فوتبال وهن ویسبادن اشاره کرد.